# Feliksas Baltušis-Žemaitis
Feliksas Baltušis-Žemaitis (ros. Феликс Рафаилович Балтушис-Жемайтис, ur. 30 listopada 1897 we wsi Apydimai w guberni kowieńskiej, zm. 1 czerwca 1957 w Moskwie) – rosyjski i radziecki wojskowy narodowości litewskiej, generał major.
Brał udział w I wojnie światowej. Był jednym z niewielu litewskich oficerów armii carskiej (obok Witowta Putny, Ijeronima Uborewicza i Viktorasa Penkaitisa), który po rewolucji październikowej postanowili podjąć służbę w Armii Czerwonej. Brał udział w rosyjskiej wojnie domowej i powstaniu hamburskim. W latach 1935–1940 był wykładowcą/docentem w Akademii Wojskowej im. Frunzego w Moskwie.
Po aneksji Litwy przez ZSRR latem 1940 roku krótko dowodził armią litewską podczas procesu jej inkorporacji do struktur Armii Czerwonej. Nieudany eksperyment z tworzeniem Korpusu Litewskiego zakończył się jego buntem po ataku Niemiec na ZSRR. Pomimo niepowodzenia w 1942 roku najwyższe dowództwo sowieckie powierzyło Žemaitisowi zadanie sformowania narodowościowej litewskiej 16 Dywizji Strzeleckiej, która wzięła udział w walkach pod Newlem, bitwie na łuku kurskim, operacji Bagration i powróciła na Litwę w ramach operacji nadbałtyckiej. Z powodu początkowych braków sukcesów jednostki na froncie odsunięty od dowodzenia dywizją w 1943.
Był również starszym wykładowcą w Akademii Sztabu Generalnego ZSRR w latach 1940–1941 i 1943–1945, a także pełnił funkcję szefa kursów Naczelnego Dowództwa ZSRR w latach 1945–1947.
Odznaczony dwoma Orderami Lenina, dwoma Orderami Czerwonego Sztandaru i medalami.